# كونستانس كلايد
كونستانس كلايد (بالإنجليزية: Constance Clyde)‏ (1872، اسكتلندا في المملكة المتحدة)؛ صحفية وروائية نيوزيلندية.